# Лудвиг Гюнтер II (Шварцбург-Ебелебен)
Лудвиг Гюнтер II фон Шварцбург-Зондерсхаузен-Ебелебен (на немски: Ludwig Günther II von Schwarzburg-Sondershausen zu Ebeleben; * 2 март 1621; † 20 юли 1681) от фамилията Дом Шварцбург управлява като граф Шварцбург-Зондерсхаузен с резиденция от 1642 г. в град Ебелебен, от 1666 г. в Арнщат.
Той е най-малкият син на граф Кристиан Гюнтер I фон Шварцбург-Зондерсхаузен (1578 – 1642) и съпругата му Анна Сибила фон Шварцбург-Рудолщат (1584 – 1623), дъщеря на граф Албрехт VII фон Шварцбург-Рудолщат.
След смъртта на баща му през 1642 г. братята си поделят графството. Най-големият му братКристиан Гюнтер II получава горната част на графството с резиденция Арнщат. Антон Гюнтер I получава долната част на Шварцбург-Зондерсхаузен с изключение на селищата, които получава Лудвиг Гюнтер II заедно с Ебелебен.
След смъртта на братятата му през 1666 г. Лудвиг Гюнтер II е опекун на синовете им и резидира в Арнщат.
След смъртта на племенника му Йохан Гюнтер IV (1654 – 1669), Лудвиг Гюнтер II управлява горното графство Шварцбург-Зондерсхаузен заедно с племенниците си Кристиан Вилхелм и Антон Гюнтер II.
Той умира през 1681 г. без мъжки наследници и е наследен от племенниците му.

## Фамилия
Лудвиг Гюнтер II се жени на 30 септември 1669 г. за Конкордия фон Сайн-Витгенщайн-Хоенщайн (1648 – 1683), дъщеря на граф Йохан VIII фон Сайн-Витгенщайн-Хоенщайн (1601 – 1657) и графиня Анна Августа фон Валдек-Вилдунген (1608 – 1658). Те имат две деца:
- Анна Августа (1671 – 1688)
- Конкордия (1672 – 1687)

Вдовицата му Конкордия фон Сайн-Витгенщайн-Хоенщайн се омъжва на 20 юни 1681 г. за граф Карл Лудвиг цу Сайн-Витгенщайн-Ноймаген (* 20 юни 1658; † 16 септември 1724).